# سیارک ۱۱۶۹۳
سیارک ۱۱۶۹۳ (به انگلیسی: 11693 Grantelliott، نامگذاری:1998FE69) یازده هزار و ششصد و نود و سومین سیارک کشف شده‌است که در ۲۰ مارس ۱۹۹۸ کشف شد.
قدر مطلق سیارک برابر ۱۸٫۶ است.